# تکینگی حلقه‌ای
تکینگی حلقه‌ای تکینگی گرانشی یک سیاه‌چاله چرخان یا سیاه‌چاله کر است که شکلی حلقه‌مانند دارد.